# Niina Tominaga
Niina Tominaga (japanisch 冨永 虹七 Tominaga Niina; * 18. Juli 2004 in Akashi, Präfektur Hyōgo) ist ein japanischer Fußballspieler.

## Karriere
Niina Tominaga erlernte das Fußballspielen in der Jugend von Vissel Kōbe. Hier unterschrieb er am 1. Februar 2023 auch seinen ersten Profivertrag. Der Verein aus Kōbe, einer Stadt in der Präfektur Hyōgo, spielte in der ersten japanischen Liga. Sein erstes Pflichtspiel für Vissel absolvierte er am 5. April 2023 im Ligapokal. Hier kam er im Gruppenspiel bei der 5:0-Niederlage gegen Sanfrecce Hiroshima zum Einsatz. Für Vissel spielte er dreimal im Ligapokal. Bis Anfang September 2023 kam er in der ersten Liga nicht zum Einsatz. Am 8. September 2023 wechselte er auf Leihbasis zum Drittligisten Kamatamare Sanuki. Sein Drittligadebüt für den Verein aus Takamatsu gab Niina Tominaga am 16. September 2023 (27. Spieltag) im Auswärtsspiel gegen den Kagoshima United FC. Bei dem 1:1-Unentschieden wurde er in der 89. Minute für Naoki Takahashi eingewechselt. Nach 24 Ligaspielen kehrte er im Juli 2024 zu Vissel zurück. Am Ende der Saison 2024 feierte er mit Vissel die japanische Meisterschaft.

## Erfolge
Vissel Kōbe
- Japanischer Meister: 2024